# Misofobia
A misofobia é um termo usado para descrever o medo patológico do contato com a sujeira, contaminação e germes. Alguém que tem tal medo muitas vezes é tratado como um "misofóbico". O termo foi introduzido por William Alexander Hammond em 1879 descrevendo um caso de transtorno obsessivo-compulsivo em lavar frequentemente as mãos.
Esta fobia é às vezes mencionada como germofobia (ou germafobia), uma combinação de germe e fobia para significar o medo de germes, bem como bacilofobia e bacterofobia.
A misofobia esteve muito tempo relacionada a TOC ou lavagem de mãos de alguém. Contudo, Harry Stack Sullivan, um psicólogo americano e psicanalista, observa que enquanto o medo da sujeira é a base da compulsão de uma pessoa com esta espécie de TOC, o seu estado mental não é sobre germes; em vez disso, esta pessoa sente que as mãos devem ser lavadas.
Vários indivíduos bem conhecidos sofreram desta desordem, inclusive Howie Mandel, Cameron Diaz, Lee Taeyong, Howard Hughes e Nikola Tesla. Além de personagens fictícios como Sheldon Cooper da série de TV The Big Bang Theory, o personagem Adrian Monk, da série de TV Monk, a personagem Emma Pillsbury da série de TV Glee e também o personagem Garrett Spenger da série de TV I Didn't Do It. [carece de fontes?]